# Joan Franch i Xargay
Joan Franch i Xargay, de vegades esmentat com Franch I, (Santa Cristina d'Aro, 7 de gener de 1941) és un antic futbolista català de la dècada de 1960.

## Trajectòria
Jugava a la posició de davanter centre. Destacà durant la seva etapa juvenil, en la qual jugà al CD Banyoles i amb la selecció catalana (1956-1957). El 1958 passà a l'equip juvenil del FC Barcelona, amb el qual fou Campió d'Espanya. A continuació ascendí a l'equip Amateur del FC Barcelona, on jugà dues temporades, però mai ingressà al primer equip, excepte algun partit amistós disputat.
A partir de 1961, la seva carrera transcorregué per diversos equips catalans de Tercera Divisió. El 1961 jugà al CE Europa i durant l'estiu del mateix any ingressà al Girona FC, on acabaria coincidint amb el seu germà Josep. A continuació jugà al CD Banyoles, a la UE Figueres i novament al Banyoles.
El seu germà Josep Franch i Xargay també fou futbolista.